# Джавари, Мохамед Осман
Мохамед Осман Джавари (сомал. Maxamed Cismaan Jawaari, араб. محمد عثمان جواري‎; 7 декабря 1945, Афгойе, British Military Administration — 28 июня 2024, Могадишо, Сомали), также известен как Мохамед Джавари или Осман Джавари — сомалийский политический деятель, бывший спикер Федерального парламента Сомали. Исполняющий обязанности президента Сомали с 28 августа по 16 сентября 2012 года.

## Происхождение

### Личная жизнь
Родился в 1945 году в городе Афгойе в семье, происходящей из клана Раханвейн (Дигил и Мирифле). Родом из регионов Бай и Баколя (ныне часть Юго-Западного Сомали).
Джавари мог говорить на нескольких языках. Кроме сомалийского, он также говорил на арабском, английском, итальянском и норвежском.

### Смерть
Умер 28 июня 2024 года в Могадишо в возрасте 78 лет.

### Образование
После окончания средней школы Джавари получил степень юриста в Сомалийском национальном университете в Могадишо.

## Карьера

### Ранняя карьера
Мохамед Осман Джавари — юрист по специальности. Он занимал пост министра транспорта в правительстве бывшего президента Сомали Мохамеда Сиада Барре, а затем занимал пост министра труда и спорта.
После начала гражданской войны Джавари бежал в Норвегию и получил там убежище. Позже в 2000-х годах он вернулся в Сомали.
Впоследствии Джавари был избран председателем комитета специалистов, которому было поручено разработать проект конституции Сомали. Он использовал свой опыт юридического эксперта, работая вместе с должностными лицами ООН. В конечном итоге конституция была принята в июле 2012 года.

### Спикер Федерального парламента

#### Выборы
В 2012 году Джавари выдвинул свою кандидатуру на первых за последние два десятилетия выборах спикера федерального парламента Сомали. В ходе теле- и радиопередачи парламентской сессии, состоявшейся 28 августа 2012 года в полицейской академии Кахие, расположенной недалеко от международного аэропорта Могадишо, Джавари победил четырёх других кандидатов на этот пост, все из которых ранее занимали посты министров правительства в переходный период. Среди претендентов были Абдиабшир Абдуллахи, Абдирашид Мохамед Хидиг, Хасан Абшир Фарах и Али Халиф Галайд, бывший премьер-министр Переходного национального правительства. Джавари получил 119 голосов в первом туре голосования. Второе место занял Галайд, получивший 77 голосов — впоследствии он снялся с гонки перед вторым туром и поздравил Джавари, который затем был назначен новым спикером парламента.
После парламентской сессии Джавари заявил:

Для меня большая честь быть избранным первым спикером [сомалийского] парламента, который не является переходным, и я надеюсь, что мы сможем быть парламентом, который служит народу, который он представляет[...] Выборы прошли прозрачно, и я надеюсь, что Сомали продолжит выборы, которые проводятся демократическим путем[...] Я уверен, что этот парламент поможет Сомали добиться позитивных изменений в области безопасности и управления.

Джейлани Нур Икар и Махад Абдалле Авад позже были избраны парламентом в качестве первого и второго заместителя спикера.

#### Реакция на назначение
Представители ООН, Европейского союза и правительства США приветствовали назначение Джавари и настоятельно призвали сомалийские власти безотлагательно провести запланированные президентские выборы. Посол США в Сомали Джеймс Свон назвал голосование спикеров «историческими выборами», а Специальный посланник ООН в Сомали Августин Махига написал в своём заявлении, что «это момент прогресса и оптимизма». Точно так же Алекс Рондос, Специальный представитель ЕС по Африканскому рогу, назвал выбор Джавари «ещё одним позитивным шагом вперёд».

### Президент Сомали
Будучи спикером парламента, Джавари также некоторое время исполнял обязанности президента Сомали, в то время как парламент избрал нового лидера. 30 августа 2012 года Федеральный парламент созвал и единогласно утвердил новый комитет, которому было поручено наблюдать за президентскими выборами. На парламентской сессии под председательством Джавари в состав комиссии были включены 15 депутатов, а председателем комиссии был назначен бывший исполняющий обязанности спикера посол Мусе Хасан Шейх Саид Абдулле. Затем президент Хасан Шейх Мохамуд сменил Джавари на посту президента, который был избран 10 сентября 2012 года и вступил в должность шесть дней спустя.

### Парламентский финансовый комитет
В феврале 2014 года министр финансов Хусейн Абди Халане объявил о создании нового комитета по финансовому управлению. Эта группа является частью усилий центральных властей по созданию более прозрачной финансовой системы с целью привлечения дополнительной иностранной бюджетной помощи. На нём сомалийские официальные лица будут совещаться с представителями Всемирного банка, Международного валютного фонда и Африканского банка развития, а членам комитета будет поручено консультировать их по финансовым вопросам. 29 марта 2014 года во время парламентской сессии спикер парламента Джавари также объявил, что все изъятия средств из Центрального банка с 1 апреля 2014 года потребуют письменного одобрения парламентского финансового комитета.

### Юго-Западное Сомали
22 июня 2014 года федеральное правительство завершило посредничество между сторонниками процесса создания нового автономного государства Юго-Западное Сомали. Сообщается, что обе стороны достигли соглашения о создании будущего регионального государства. 23 июня 2014 года в офисе спикера федерального парламента Джавари состоялось мероприятие, на котором было объявлено о слиянии двух конкурирующих администраций в единый трёхрегиональный штат, который будет состоять из регионов Бай, Баколь и Нижняя Шабелле.

### Сомалийский национальный университет
В октябре 2014 года Джавари и министр культуры и высшего образования Дуале Адан Мохамед официально открыли первый учебный год Сомалийского национального университета. Это учреждение было создано в 1974 году, но позже закрыло свою деятельность в 1991 году после краха центрального правительства и начала гражданской войны. Впоследствии университет был отремонтирован и вновь открыт в 2014 году после того, как Кабинет министров одобрил план федерального правительства. Выступая на церемонии инаугурации университета, Джавари описал это учебное заведение как опору национальной системы образования и отметил, что у него много выпускников, которые впоследствии займут важные руководящие посты в стране. Он также настоятельно призвал новых учеников воспользоваться этой возможностью и призвал их активно участвовать в инициативах по постконфликтному восстановлению. Джавари также подчеркнул приверженность федерального правительства развитию высшего образования.

### Сотрудничество между Сомали и Китаем
В декабре 2014 года Мохамед Осман встретился с послом Китая в Сомали Вэй Хунтяном на территории Вилла Сомали (Могадишо). По словам Джавари, официальные лица обсудили различные дипломатические вопросы, включая двусторонние связи между двумя странами и поддержку Китаем текущих проектов восстановления Сомали. Посол Вэй, в свою очередь, высоко оценил законодательную работу Федерального парламента. Кроме того, китайские власти планируют реализовать в стране новые инициативы в области развития.

### Встреча послов
В марте 2015 года Джавари встретился в Могадишо со Специальным представителем ООН по Сомали Николасом Кеем и послами Джибути, Швеции и Швейцарии. Официальные лица обсудили различные вопросы, представляющие взаимный интерес, среди которых были двусторонние связи и наилучшие пути достижения контрольных показателей политической дорожной карты Vision 2016. Кроме того, представители затронули обязанности и задачи Федерального парламента, а дипломаты призвали законодательный орган принять любые оставшиеся законы, которые будут способствовать реализации Видения 2016 года. Они также обязались продолжать работать вместе с центральным правительством Сомали и поддерживать его инициативы по восстановлению и развитию.

### Трёхстороннее сотрудничество
В апреле 2015 года Джавари встретился с представителями ООН и Африканского союза в своём офисе в Могадишо. Федеральный министр национальной безопасности Абдулкадир Шейх Дини и главнокомандующий армией Дахир Адан Эльми также присутствовали на собрании, которое было посвящено интеграции войск из различных регионов страны и укреплению сомалийских Вооружённых сил для более эффективного подавления нападений повстанцев «Аш-Шабааб». Официальные лица также коснулись общего сектора безопасности и изучили пути ускорения освобождения оставшихся районов, находящихся под контролем боевиков. Кроме того, они обсудили вопросы оснащения правительственных войск современным вооружением. Встреча завершилась обещанием делегатов поддержать федеральное правительство и национальные вооружённые силы.